# 에우크

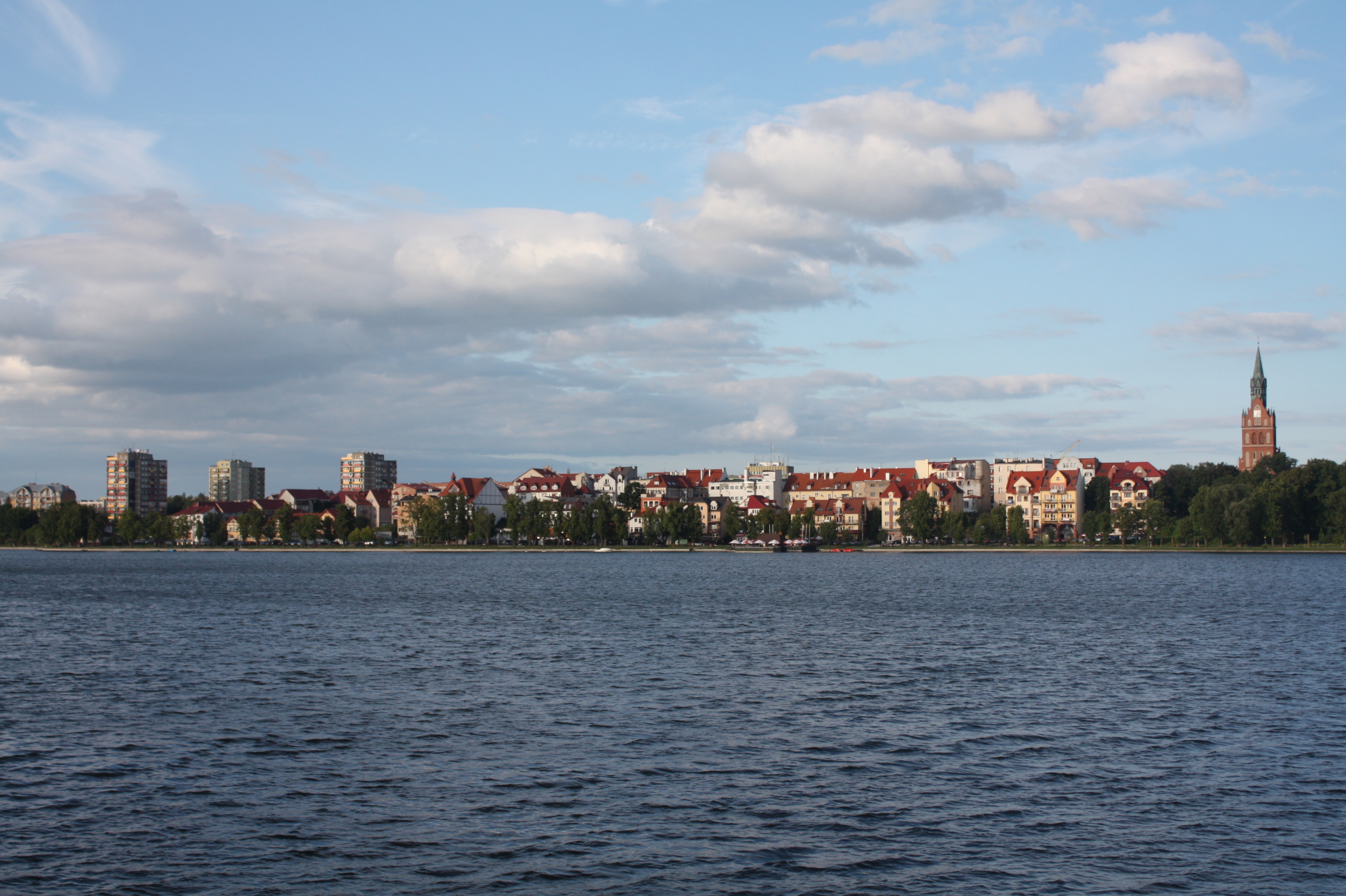
에우크 호에서 본 에우크 시가지

에우크(폴란드어: Ełk, 독일어: Lyck 리크[*])는 폴란드 북동부 바르미아마주리주에 위치한 도시로 면적은 22.07 km2, 인구는 59,790명(2013년 기준), 인구 밀도는 2,700명/km2이다.
1237년에 마을이 형성되었으며 1283년에는 튜턴 기사단에 의해 정복되었다. 1445년에는 도시 지위를 부여받았다. 빙하 작용을 통해 형성된 에우크 호와 접하며 도시가 숲에 둘러싸여 있다.

시기
시 문장

## 자매 도시
- 독일 하겐
- 벨라루스 리다
- 리투아니아 네멘치네
- 러시아 오조르스크
- 미국 벌링턴